# Chaetopsylla zibellina
Chaetopsylla zibellina är en loppart som beskrevs av Ioff 1946. Chaetopsylla zibellina ingår i släktet Chaetopsylla och familjen grävlingloppor. Inga underarter finns listade i Catalogue of Life.